# ザ・タイガース
ザ・タイガース（The Tigers）は、日本のグループ・サウンズ（GS）のバンド。
1967年2月に「僕のマリー」でデビュー。その後、「モナリザの微笑」、「君だけに愛を」など、多くのヒット曲を放つ。1971年の日本武道館コンサートを最後に解散。その後1981年11月に「同窓会」と銘打って再結成した（ - 1983年）。さらに30年を経た2013年12月にオリジナル・メンバーでの「ザ・タイガース」復活コンサートが複数回開催された。

## メンバー
- 沢田研二（ジュリー）（さわだ けんじ、1948年6月25日 - ）、ボーカル、タンバリン
- 岸部修三（サリー）（きしべ おさみ、1947年1月9日 - ）、ベース、コーラス
- 加橋かつみ（トッポ）（かはし かつみ、1948年2月4日 - ）、リードギター、コーラス、ボーカル 1969年3月に脱退。
- 森本太郎（タロー）（もりもと たろう、1946年11月18日 - ）、リズムギター 加橋かつみ脱退後はリードギター、コーラス
- 瞳みのる（ピー）（ひとみ みのる、1946年9月22日 - ）、ドラムス
- 岸部シロー（シロー）（きしべ シロー、1949年6月7日 - 2020年8月28日）、リズムギター、タンバリン、コーラス 1969年3月に脱退した加橋かつみに代わって参加。岸部修三の実弟。

1981年 - 1983年の同窓会時のメンバーは沢田、岸部兄弟、加橋、森本の5人で瞳みのるは不参加。

## 来歴

### 関西/ファニーズ時代
ザ・タイガースの原型は、瞳みのる、岸部修三（岸部一徳）、森本太郎、加橋かつみの（沢田を除く）4人で1965年6月に京都市で結成された「サリーとプレイボーイズ」である。瞳、岸部、森本は京都市立北野中学校の同級生（瞳と森本は小学校も同窓）で、加橋は京都府立山城高等学校夜間部で瞳の2学年下だった。
彼らは1964年ごろから集って京都の四条河原町界隈で遊ぶようになった。1965年1月に大阪で開かれたベンチャーズのコンサートに4人で出かけたことがきっかけでバンド結成へと至った。当初はベンチャーズなどのエレキインストナンバーを主なレパートリーにしていた。
しかし、ビートルズなどのリバプールサウンドの影響もあり、森本らは専属ボーカルの必要を感じるようになった。4人は、四条河原町のダンスホール「田園」に出演していた「サンダース」でボーヤ兼ボーカルだった沢田研二を勧誘する。
1966年元日、沢田は正式に「サリーとプレイボーイズ」のメンバーとなり、あわせてバンド名を（バンド「リンド&リンダース」の命名で）「ファニーズ」に改称し、歌主体のいわゆるボーカル・インストゥルメンタル・グループとなった。リーダーは、瞳に固定された。
ファニーズは、さっそく大阪・難波にあったジャズ喫茶「ナンバ一番」の専属オーディションを受け、2月から週2日のステージを行う契約を結ぶ。5人は、本格的な音楽活動のため大阪市西成区岸里のアパートで合宿生活に入る。ナンバ一番ではビートルズ、ストーンズなどの曲を、英語で歌っていた。
その後、人気が出て出演回数も増加、5月に京都会館で開かれた「全関西エレキバンド・コンテスト」にローリング・ストーンズの「サティスファクション」で参加し、優勝した。この賞金でバンドは揃いのユニフォームを新調する。さらに、6月には「ナンバ一番」の人気投票で1位となる。こうした人気に、東京に移る勧誘も複数持ちかけられた。東邦企画の上条英男によるもの（他のバンドに、岸部・森本・沢田の3人を加入させる話。沢田が即座に拒絶）、ザ・スパイダースによるもの（マネージャーが「ナンバ一番」に来店した際に「リーダーの田辺も話したいと言っている」と名刺を沢田に渡した）があったが、いずれも実現には至らなかった。ザ・スパイダースについてはファニーズ全員がファンクラブ会員でもあり、当初喜んだもののその後音沙汰がなかったため、森本と沢田が上京して直接田辺に面会したが、田辺の反応は冷淡で発展することなく終わった。
6月には、ブルージーンズの内田裕也が「ナンバ一番」のステージを観覧し、ファニーズに「東京に来る気があるか」と声をかけたが、その後3ヶ月ほど話は進展しなかった（この間、森本を除くメンバーはビートルズ日本公演の初日を観覧している）。そこで、リーダーの瞳が単身で上京して内田に面会し、メンバーを東京に呼ぶ約束を取り付ける。9月には、内田らブルージーンズが所属していた渡辺プロダクション（通称、渡辺プロ、現在のワタナベエンターテインメント）のオーディションを受けることになった。10月に「ナンバ一番」で開催されたオーディションを経て、ファニーズは渡辺プロと正式に契約を結ぶ。その後、「ナンバ一番」でさよなら公演、ファンクラブによる「お別れ会」をもって、関西での活動を終えることになる。

### 上京、「ザ・タイガース」としてテレビ出演
1966年11月9日、東海道新幹線で上京。3日後、ポリドール・レコード（当時は日本グラモフォン、現在はユニバーサルミュージックに併合）のオーディションに合格し、レコード会社が決まる。メンバーは世田谷区烏山町に用意された住宅に入居し、渡辺プロマネージャーの中井國二を加えた6人で合宿生活を始めた。
11月15日、初出演のテレビ番組『ザ・ヒットパレード』（フジテレビ系）収録当日、渡辺プロの制作部長から依頼を受けた番組ディレクターのすぎやまこういちにより、ザ・タイガースというバンド名が与えられた。沢田は「大阪から来たわけ？ じゃ、タイガースだ」（プロ野球の阪神タイガースにちなむ）とすぎやまから言われたと後年述べている。当時アメリカ、カナダ、イギリス、日本などで人気だったアイドルグループ、モンキーズの存在を意識して動物名となったとする説もある。すぎやま自身は1987年に「関西ってこともあったけど、なによりも初めて見たとき“若虎”って印象があったのね、彼らの動きとかにね」と証言している。また、渡辺プロからの指示により、バンドのリーダーも瞳から岸部に変更された。
初のテレビ出演では、当時アメリカ本国において、モンキーズに次ぐアイドル人気となっていたパンク・ロックバンドであるポール・リヴィア&ザ・レイダーズの「KICKS」を演奏。出演時間はわずか30秒で、渡辺プロではなく内田裕也からすぎやまに売り込んでのものだったという。演奏時間がわずか30秒だったことについて内田は、すぎやまこういちに対して強い怒りを感じたという。内田は、上京後すぐにメンバーを麻布のイタリア料理店「キャンティ」に連れて行った。「キャンティ」は当時、文化・芸能人の集まるサロンのような場所で、メンバーはその後もしきりに出入りし、公私ともに影響を受けていくことになる。
内田の命で新宿ACB出演の際に、メンバーのニックネームと芸名が決められた。岸部はリトル・リチャードのシングル「のっぽのサリー」に由来する「サリー」、瞳はキューピーに由来する「ピー」、森本は本名に由来する「タロー」とされた。3人とも従来からメンバー間で使われていた愛称だった（岸部と瞳は京都時代に自然につけられた）。一方、沢田は、女優ジュリー・アンドリュースに由来する「ジュリー」と自ら名付け、加橋は、トッポ・ジージョに似ていることから新宿ACB支配人の命名で「トッポ」と名付けられた。また、芸名については、岸部は読みを変え（「しゅうぞう」から「おさみ」）、瞳と森本は表記を変えた。加橋は本名「高橋（たかはし）」の一文字を抜く形となった
。沢田は内田による芸名（読みは「サワノイケン」）を拒否し、本名を名乗った。

### 1967年タイガースデビュー、人気爆発
1967年2月5日発売のシングル「僕のマリー」（録音時点でのタイトルは「マリーの想い出」）でデビューする。前年12月の録音の際、曲を渡されたメンバーはそれまでの演奏曲との違和や失望を感じたという。渡辺プロ側がタイガースのプロモーションに際してイメージしたのはモンキーズであったが、セールスは伸び悩む。
だが、3月頃から人気が爆発し、5月発売のセカンド・シングル「シーサイド・バウンド」は40万枚を超えるヒットとなった。『シャボン玉ホリデー』などのテレビ出演でそれが加速し、従来よりも低年齢（中高生）にファン層が広がった。
一方、ジャズ喫茶では、内田と組んだ「内田裕也とタイガース」として前年12月から新宿ACBに出演し、ファニーズ時代と同じテイストの楽曲を演奏した。1967年1月15日の第31回日劇ウェスタンカーニバルで、内田と尾藤イサオのバックを引き受ける条件で、内田の用意した衣装を着て1曲だけ演奏する。これを契機にジャズ喫茶でのファンが増加していく。
当初、テレビは渡辺プロ、ジャズ喫茶は内田とマネジメントが分かれていたが、ジャズ喫茶においても「ザ・タイガース」として扱われ、内田はプロデュースに近い立場となった。後に、内田は渡辺プロと対立、第32回の日劇ウェスタンカーニバル前日の5月4日に内田は「キャンティ」経営者の川添夫妻の援助で渡仏した。結果として、渡辺プロは自らの路線に合わない内田をザ・タイガースから切り離した形となった。
1967年後半には活動の中心はジャズ喫茶からコンサートに変わり、テレビなどの芸能活動も増加していった。烏山の合宿所には女性の追っかけが数多く訪れ、メンバーの日常生活にも支障を来すほどになっていた。
1968年には、1月発売の4枚目シングル「君だけに愛を」のヒットに続き、3月発売の5枚目シングル「銀河のロマンス/花の首飾り」（「花の首飾り」は加橋の初のメインボーカル曲）がオリコンシングル・チャートの1位を7週間連続で獲得、公称130万枚を売り上げた・オリコン調べで67.6万枚。3月10日に「花の首飾り」の新曲発表会を日本武道館で開催する。武道館コンサートをする初の日本人音楽バンドとなる。ザ・タイガース初の主演映画『ザ・タイガース 世界はボクらを待っている』は4月に公開された。
7月発売の6枚目シングル「シー・シー・シー」も6週1位となり、オリコン調べで50.8万枚を売り上げた。8月12日に「ザ・タイガース・ショー〜真夏の夜の祭典」が後楽園球場で開催される。日本初のスタジアム・ライブとなる。
こうして、ザ・タイガースは、渡辺プロによるアイドル的な売り出しによって多様な人気を集め、グループサウンズの頂点を極めることになる。

### 1969年加橋脱退、1971年解散
だが、アイドル性を前面にしたプロモーションは、ビートルズやロックを原点とした音楽志向を持っていたメンバーの不満を募らせる。
特に、繊細で芸術家肌だった加橋は渡辺プロに反発。仕事に没頭する沢田との意見の相違が顕著になる。1968年春には加橋の脱退話が浮上していた。
事務所とは金銭的な問題で意見の相違があった。11月25日に、加橋の意向を反映してトータル・コンセプト・アルバム『ヒューマン・ルネッサンス』を発売している。加橋のメインボーカルの「廃虚の鳩」は先行シングルカット版になる。12月には森本が作詞作曲した「青い鳥」もアルバムからのシングルカットでリリースされた。また、ヒッピーテイストのコスチュームで路線変更を模索する。
だが、1969年になると加橋脱退は避けられなくなっていた。加橋は3月5日、渋谷でのレッスン中にスタジオを離れた後、グループに戻らなかった。渡辺プロは記者会見で「加橋の失踪」と説明し、8日に加橋を「除名」し、代わりに岸部の弟の岸部シローを加入させた。シローは以前からグループをサポートしており、渡辺音楽出版の出向社員という待遇でロサンゼルスに滞在。アメリカの最新の音楽情報を定期的に日本に送り、ザ・タイガースはそれをコンサートで活かしていた。シローは突然の連絡で急遽帰国。14日に新メンバーとして羽田空港で記者会見をした。
こうしてタイガースの第二期がスタートし、9枚目のシングル「美しき愛の掟」が発売される。シローは高音パートと、ギター、タンバリンを担当した。演奏の腕前は上達しなかったが、MCでの話術には定評があり、高評価を受けた。だが、今度は瞳が渡辺プロに不信感を抱くようになる。仲間たちと世界の頂点を目指そうとしていたが、加橋の脱退で目的を失ったのだった。事務所に脱退を申し出て、1969年夏にはメンバーで協議が行われる。
この頃、グループ・サウンズのブームが急速に沈滞化し、終焉の兆しを見せ始める。音楽シーンが多様化する中で、同年秋からは、グループとしての活動よりもメンバー個々の活動が中心となった。1970年になると、4月26日の日本万国博覧会のEXPOホール・水上ステージでの「ザ・タイガース・ショー」、8月22日の田園コロシアムでのコンサートが目立つ程度になった。なお、加橋は脱退後、1969年12月からミュージカル『ヘアー』に主演するなど注目を浴びていたが、1970年の大阪公演は諸般の事情で中止になっている。
メディアによる解散報道が相次ぐ中、ザ・タイガースは1970年12月7日に解散を表明する。翌1971年1月24日の日本武道館における「ザ・タイガース ビューティフル・コンサート」が事実上の解散コンサートとなる。この模様は、ニッポン放送で3時間にわたり生中継され、テレビでは、録画されたものが1月30日にフジテレビで放映された。また、大幅に編集された実況録音盤（ライブアルバム）『ザ・タイガース・フィナーレ』として同年に発売された。　
なお、この日楽屋ではひと揉めあった。会場の客席に加橋がいることを知って、一徳は「今日が最後なんだから、彼にもステージに上がってもらって歌ってもらったらどうだ」と提案するが、瞳はこれに絶対反対の立場をとり「勝手に辞めた奴を呼ぶなら俺は降りる」と発言、結局加橋がステージに上がることは無かった。コンサートの夜、内田主催で食事会が行われ、5人のメンバーも参加する。※加橋は食事会に参加していない。
解散後、森本、岸部兄弟、沢田は、引き続き芸能活動を行う。一方、瞳は解散コンサート後の食事会が終わると、トラックに家財道具を積み込み、実家のある京都へ戻り、芸能界を引退する。24歳で高校に復学し、慶應義塾大学へ進学、後に高校教師となり、37年間、他のメンバーと完全に交流を絶つことになる。

## 解散以後の活動と再結成

### 1981年再結成
1971年の解散から10年経った1981年の1月22日～25日にかけて、東京・有楽町の日劇が取り壊されるのを前に、内田裕也を中心に『サヨナラ日劇ウエスタンカーニバル』が開催され、ザ・スパイダース、ジャッキー吉川とブルーコメッツ、ザ・カーナビーツなど往年のグループ・サウンズが再結成した。ザ・タイガースは最終日の1月25日に岸部一徳、森本、加橋、沢田の4名で再結成して9曲を演奏し、シローも1曲参加した。
1981年11月に岸部一徳、森本、加橋、沢田、シローの5名で「ザ・タイガース同窓会」と銘打って本格的な再結成が発表され、シングル「十年ロマンス」をリリースした。瞳は当時芸能界と決別しており、メンバーとも連絡すらとらない状態であったため、公式には「再結成」ではなく、「同窓会」という名目にしていた。
翌1982年2月には、アルバム『THE TIGERS 1982』をリリースし、3～4月に日本武道館を含む全国主要都市でのツアーを展開した。ツアー中にシングル「色つきの女でいてくれよ」がヒットし、TVやCMへ出演、写真集も発売された。CM出演、コンサートのビデオ、シングル発売は1983年まで続いた。1983年3月にはシングル「銀河旅行」をリリースした。
1989年12月31日には、『第40回NHK紅白歌合戦』に、瞳以外の5人で出場する（初出場）。紅白40回記念大会の昭和を振り返るコーナーに出演し、「花の首飾り」、「君だけに愛を」をメドレーで演奏した。
「ザ・タイガース」名義以外での活動も、散発的におこなわれた。
1988年に森本が中心となり、往年のGSの中心メンバーがそろって「タイガース・メモリアル・クラブバンド」を結成、アルバム制作やコンサート活動を行った。アルバムでは「花の首飾り」を瞳を除くメンバーで新録音している。また、本人たち出演のカラオケ「DAM」では、沢田と瞳を除く4人が出演している。
1989年には、大阪城ホール及び横浜アリーナで開かれた「タイガース・メモリアル・クラブ・バンド」コンサートに、瞳を除く5人のタイガースでトリで出演。ジョイント演奏コーナーが大半を占める中、単独で数曲を演奏した後に、「シーサイド・バウンド」で他の出演者も加わって演奏し、フィナーレへと進んだ。12月31日には前述のように、ザ・タイガースとして初の紅白歌合戦に出場した。
1993年には森本、加橋、シローに岩本恭生を加えた構成で「ザ・タイガースマニア」というユニットで活動しシングルをリリースしている。
1997年には、森本、一徳、沢田がロックユニット「TEA FOR THREE」を結成し、CDシングル『君を真実に愛せなくては他の何も続けられない』を発売、ラジオ番組のパーソナリティなども務めたが、後に活動を休止している。

### 2013年再結成
2003年、森本率いる「森本太郎とスーパー・スター」は、オリジナル曲「Long Good-by」を発表する。タイガース解散直前、日劇ウエスタンカーニバルの舞台裏で瞳が岸部に語った「一緒に京都へ帰ろう」という会話に基づいて作られた。解散から30年以上、ザ・タイガースの元メンバーと一切の交流を絶ったままの瞳との再会を期する曲で、一徳と沢田が作詞を手がけた。楽曲は長く音源化されず、「森本太郎とスーパースター」の1月ライブでのみ披露されていた。
沢田が還暦を迎える2008年、沢田のアルバム『ROCK'N ROLL MARCH』にも収録された。沢田は、この曲を2008年9月24日の『SONGS』（NHK総合テレビジョン）に出演した際に歌唱する。
瞳は、勤務先の慶應義塾高等学校の同僚経由で曲の存在を知る。元マネージャーの中井國二の呼びかけ、そして大病と離婚を経て退職を迎えようとした瞳自身の心境の変化もあって、2008年の暮れ、瞳は沢田、一徳、森本と37年振りに東京で再会を果たす。翌年には加橋とも再会した。
2011年2月、瞳は朝日新聞などのインタビューに登場する。2月25日に瞳の自伝『ロング・グッバイのあとで』の出版記念パーティーが開催され、壇上には、瞳、一徳、沢田、森本が並んだ。瞳がザ・タイガースのメンバーと共に公式の場で姿を現すのは解散から40年ぶりで、「ロンググッバイ」は終わりを告げた。
この頃、ザ・タイガース「復活」が、関係者やメンバー自身から発信されるが、加橋が最終的に参加を見送った。そのため、同年9月から開催される沢田研二の「沢田研二 LIVE 2011〜2012」全38公演に、岸部一徳、森本太郎、瞳みのるがゲスト参加する形となった。瞳の40年ぶりの参加が大きなインパクトとなり、チケットの発売当日に、大都市開催分は即日完売となった。翌2012年1月24日の沢田研二ライブツアー最終日（日本武道館）には、脳梗塞で2003年に倒れてから療養中の岸部四郎がゲストとして登場。第二期ザ・タイガースが1971年1月24日の解散ライブ以来、勢揃いした。同年1月には、NHK「SONGS-沢田研二　ザ・タイガースを歌う」に沢田、森本、岸部、瞳が出演して5曲を演奏した。
ザ・タイガース再結成が正式に発表されたのは、2013年1月6日、渋谷公会堂で行われた沢田の正月コンサートである「沢田研二 2013 正月LIVE 燃えろ東京スワローズ」だった。瞳みのると加橋かつみが参加するオリジナル・メンバーでの活動は1969年以来、44年ぶりとなった。ツアーは、12月3日に日本武道館でスタートして、全国8会場で約10万人を集めた。初日の武道館公演は吉永小百合、水谷豊・伊藤蘭夫妻、内田裕也、石川さゆり、観月ありさなどが観客席から見守った。最終日となった12月27日の東京ドーム公演にて、岸部四郎が再び病を押してゲストとして登場。結成以来初めて、6人のメンバーが公の場で一堂に会することとなった。
2016年9月に、瞳の古稀を祝ってオリジナルメンバー5人で食事会を開いた。11月19日には、森本の古稀を記念したライブ「森本太郎古稀ライヴMy Memories in My Life」のアンコールで、オリジナルメンバー5人が揃い、森本作曲の「青い鳥」「色つきの女でいてくれよ」の2曲を演奏。2013年以来のザ・タイガース復活となった。
2019年11月6日の「森本タローとスーパースター再結成20周年記念ライブ」では、沢田、一徳、瞳がゲスト出演し、ザ・タイガースの楽曲を4曲演奏した。
2020年8月28日、メンバーの岸部四郎が死去。71歳没。
2023年6月25日、沢田の75歳の誕生日にさいたまスーパーアリーナにて開催された『沢田研二 LIVE 2022-2023「まだまだ一生懸命」ツアーファイナル バースデーライブ！』に、瞳、森本、一徳がスペシャルゲストとして登場した。第1部ではザ・タイガースの往年のヒット曲を披露、アンコールに再登場しローリング・ストーンズのカバーを披露するなどした。なお、公演の模様はWOWOWライブで生中継（同時配信）された。12月18日、EX THEATER ROPPONGIで開催された森本の喜寿を祝したコンサート「Morimoto Taro 77th Birthday Live」に沢田、一徳、瞳がゲスト出演した。
2024年3月13日、EX THEATER ROPPONGIで開催された「瞳みのる＆二十二世紀バンド LIVE2023-2024! 結成10周年」に沢田、一徳、森本がゲスト出演した。

## ディスコグラフィ

### アルバム
| 発売日                                 | タイトル                                                           | 規格                                  | 規格品番                              |
| ポリドールレコード / 加橋かつみ在籍期  | ポリドールレコード / 加橋かつみ在籍期                              | ポリドールレコード / 加橋かつみ在籍期 | ポリドールレコード / 加橋かつみ在籍期 |
| -------------------------------------- | ------------------------------------------------------------------ | ------------------------------------- | ------------------------------------- |
| 1967年11月5日                          | THE TIGERS ON STAGE                                                | LP                                    | SLPM-1377                             |
| 1968年5月15日                          | 世界はボクらを待っている                                           | LP                                    | SLPM-1395                             |
| 1968年12月5日                          | ヒューマン・ルネッサンス                                           | LP                                    | SMP-1420                              |
| ポリドールレコード / 岸部シロー在籍期  |                                                                    |                                       |                                       |
| 1970年9月15日                          | THE TIGERS AGAIN                                                   | LP                                    | MP-1484                               |
| 1970年12月15日                         | 自由と憧れと友情                                                   | LP                                    | MP-1486                               |
| 1971年2月20日                          | ザ・タイガース・サウンズ・イン・コロシアム                         | LP                                    | MP-9361/2                             |
| 1971年7月10日                          | ザ・タイガース・フィナーレ                                         | LP                                    | MR-5004                               |
| ポリドールレコード（Julie） / 再結成期 |                                                                    |                                       |                                       |
| 1982年2月5日                           | THE TIGERS 1982                                                    | LP                                    | 28MX-1085                             |
| 1982年5月10日                          | A-LIVE                                                             | LP                                    | 50MX-1094/6                           |
| 1982年12月1日                          | THE TIGERS 20 HISTORY                                              | LP                                    | 38MX-1123/4                           |
| タイガースメモリアルクラブバンド       |                                                                    |                                       |                                       |
| 1988年12月21日                         | タイガース・メモリアルクラブバンド                                 | CD                                    | PSCR-5106                             |
| 1990年9月25日                          | タイガース・メモリアルクラブバンドⅡ ぼくと、ぼくらの夏             | CD                                    | PSCC-1012                             |
| 1992年6月25日                          | ブルーシャトーを君だけに/GSが好きさ好きさ好きさ/懐かしきラブソング | CD                                    | PSCC-1064                             |
| 2001年10月17日                         | OJPC物語2001                                                       | CD                                    | PCCA01585                             |
| 2011年7月27日                          | OJPC物語2001                                                       | 配信                                  |                                       |

#### メンバー監修ベスト
ザ・タイガースの解散以降、多数のベストアルバムが発売されているが、メンバーが監修したアルバムのみ記載する。
| 発売日                   | タイトル                                    | 規格                     | 規格品番                 |
| ユニバーサルミュージック | ユニバーサルミュージック                    | ユニバーサルミュージック | ユニバーサルミュージック |
| ------------------------ | ------------------------------------------- | ------------------------ | ------------------------ |
| 2013年2月20日            | ザ・タイガース 1967-1968 -レッド・ディスク- | CD                       | UPCY-6677                |
| 2013年2月20日            | ザ・タイガース 1968-1971 -ブルー・ディスク- | CD                       | UPCY-6678                |

#### オムニバス・アルバム
| 発売日        | タイトル                                                                           | 規格     | 規格品番 |
| アポロン      | アポロン                                                                           | アポロン | アポロン |
| ------------- | ---------------------------------------------------------------------------------- | -------- | -------- |
| 1981年        | サヨナラ日劇ウエスタン・カーニバル vol.3 - ザ・タイガース、沢田研二&オールウェイズ | CT       | KSF-1306 |
| 1996年3月21日 | サヨナラ日劇ウエスタン・カーニバル vol.3 - ザ・タイガース、沢田研二&オールウェイズ | CD       | APCA-157 |

### シングル
| 発売日                                        | タイトル                              | 規格                                  | 規格品番                              |
| ポリドールレコード / 加橋かつみ在籍期         | ポリドールレコード / 加橋かつみ在籍期 | ポリドールレコード / 加橋かつみ在籍期 | ポリドールレコード / 加橋かつみ在籍期 |
| --------------------------------------------- | ------------------------------------- | ------------------------------------- | ------------------------------------- |
| 1967年2月5日                                  | 僕のマリー                            | 7インチ                               | SDP-2001                              |
| 1967年5月5日                                  | シーサイド・バウンド                  | 7インチ                               | SDP-2004                              |
| 1967年8月20日                                 | モナリザの微笑                        | 7インチ                               | SDP-2011                              |
| 1968年1月5日                                  | 君だけに愛を                          | 7インチ                               | SDP-2016                              |
| 1968年3月25日                                 | 花の首飾り/銀河のロマンス             | 7インチ                               | SDP-2022                              |
| 1968年7月15日                                 | シー・シー・シー                      | 7インチ                               | SDP-2025                              |
| 1968年10月5日                                 | 廃虚の鳩                              | 7インチ                               | SDP-2030                              |
| 1968年12月1日                                 | 青い鳥                                | 7インチ                               | SDP-2032                              |
| ポリドールレコード / 岸部シロー在籍期         |                                       |                                       |                                       |
| 1969年3月25日                                 | 美しき愛の掟                          | 7インチ                               | SDP-2036                              |
| 1969年7月5日                                  | 嘆き                                  | 7インチ                               | SDP-2042                              |
| 1969年7月25日                                 | スマイル・フォー・ミー                | 7インチ                               | SDP-2044                              |
| 1969年12月1日                                 | 君を許す/ラヴ・ラヴ・ラヴ             | 7インチ                               | DP-2058                               |
| 1970年3月20日                                 | 都会                                  | 7インチ                               | DP-2070                               |
| 1970年7月1日                                  | 素晴しい旅行                          | 7インチ                               | DP-2078                               |
| 1970年11月10日                                | 誓いの明日                            | 7インチ                               | DP-2079                               |
| ポリドールレコード（Julie） / 再結成期        |                                       |                                       |                                       |
| 1981年11月21日                                | 十年ロマンス                          | 7インチ                               | 7DX-1140                              |
| 1982年2月5日                                  | 色つきの女でいてくれよ                | 7インチ                               | 7DX-1160                              |
| 1983年3月1日                                  | 銀河旅行                              | 7インチ                               | 7DX-1210                              |
| BMGビクター / タイガースマニア                |                                       |                                       |                                       |
| 1993年9月22日                                 | 涙のロマンス                          | CD                                    | BVDR-202                              |
| ポリスター / タイガースメモリアルクラブバンド |                                       |                                       |                                       |
| 1995年2月25日                                 | OH OH OH ～We are the Winners         | CD                                    | PSDR5208                              |
| 2015年2月25日                                 | OH OH OH ～We are the Winners         | 配信                                  |                                       |
| 再結成2013                                    |                                       |                                       |                                       |
| 2013年9月28日                                 | THE TIGERSのWHITE CHRISTMAS           | CD                                    | COLO-1312                             |

### 映像作品
| 発売日         | タイトル | レーベル                 | 規格 | 規格品番     |
| -------------- | --- | ------------------------ | ---- | ------------ |
| 1983年1月1日   | A-LIVE 1982.3.17 日本武道館同窓会コンサート | ポニーキャニオン         | VHS  | VAM-1025     |
| 2013年11月27日 | THE TIGERS FOREVER DVD BOX -LIVE & MORE- - 1968後楽園コンサート - 1970田園コロシアム - 1971ビューティフルコンサート - テレビ出演映像 - CM映像等を収録 | ユニバーサルミュージック | DVD  | UPBY-9006/10 |
| 2014年4月30日  | THE TIGERS 2013 LIVE in TOKYO DOME | ココロ                   | DVD  | COLO-91312   |

## NHK紅白歌合戦出場歴
| 年度/放送回               | 回 | 曲目             | 備考       |
| ------------------------- | -- | ---------------- | ---------- |
| 1989年（平成元年）/第40回 | 初 | ヒット・メドレー | 瞳は不参加 |

## 出演映画
- ドリフターズですよ!前進前進また前進（1967年、東宝）
- ザ・タイガース 世界はボクらを待っている（1968年、東宝/東京映画）
- ザ・タイガース 華やかなる招待（1968年、東宝/東京映画）
- ザ・タイガース ハーイ!ロンドン（1969年、東宝/東京映画）
- 喜劇 右むけェ左!（1970年12月31日封切、東宝）

## 漫画
- 『モナリザのほほえみ ザ＝タイガース物語』 - 中島利行作、講談社『なかよし』1968年4月号付録[47]